# Stina Hedberg
Amanda Kristina (Stina) Sofia Ulrika Hedberg, född Holm den 21 augusti 1887 i Hovförsamlingen i Stockholm, död den 20 november 1981 i Hedvig Eleonora församling i Stockholm, var en svensk skådespelare.

## Biografi
Stina Hedberg var dotter till slottsfogden Gari Holm och Märta Brunau. Hon genomgick sjunde klass i Wallinska skolan och fick sin teaterutbildning i Frankrike och England 1905. Hon scendebuterade vid Svenska teatern 1906, där hon gjorde rollen som Kätchen i Zacharias Topelius pjäs Regina von Emmeritz. 1908–1931 var hon engagerad vid Dramaten och gjorde där sammanlagt 57 roller. Hon gjorde även gästspel i Köpenhamn och Oslo. Från och med 1937 var hon engagerad hos Ernst Eklund. Bland de roller hon gjorde finns Rosette i Lek ej med kärlek, Marcelle i
Falska juvel, Maria i Revisorn, Suzanne i Sällskap där man har tråkigt, Alma i Ära, Madeleine i Min vän Teddy, Helen i Kärleken rår, Silvette i Romantik, Anne-Marie i Dunungen, Roxane, Elmire i Tartuffe, Agnes i Äktenskapsskolan, Gene-yiéve i Den gröna fracken, Helen Äfventyret, Julie i Gurli, Mirzi i Älskog, Dora i Nationalmonumentet, Dagmar i Vad kvinnan vill och Marie Louise i Den oemotståndlige.
Utöver teatern var Hedberg verksam som filmskådespelare. Hon debuterade 1936 i Alice Eklunds och Lorens Marmstedts Flickorna på Uppåkra. Hon kom sammanlagt att medverka i nio filmer fram till och med 1946.
Hon var gift från 1911 med författaren Tor Hedberg, som avled 1931.

## Filmografi
- 1936 – Flickorna på Uppåkra
- 1938 – Milly, Maria och jag
- 1938 – Sigge Nilsson och jag
- 1939 – Skilsmässans barn
- 1941 – Ung dam med tur
- 1944 – När seklet var ungt
- 1946 – Rötägg
- 1946 – Brita i grosshandlarhuset

## Teater

### Roller
| År   | Roll                                | Produktion                                              | Regi                            | Teater                        |
| ---- | ----------------------------------- | ------------------------------------------------------- | ------------------------------- | ----------------------------- |
| 1908 | Lucile                              | Borgaren adelsman Molière                               | Emil Grandinson                 | Dramaten                      |
| 1908 | Rosette                             | Lek ej med kärleken Alfred de Musset                    | August Lindberg Knut Michaelson | Dramaten                      |
| 1908 | Dora Longman                        | John Glaydes ära Alfred Sutro                           | Emil Grandinson                 | Dramaten                      |
| 1908 | Thais Couturier                     | Hennes syster Tristan Bernard                           | Emil Grandinson                 | Dramaten                      |
| 1908 | Marcelle de Sancennaux              | Falska juveler Alexandre Dumas den yngre                | Emil Grandinson                 | Dramaten                      |
| 1909 | Tärna                               | Siste riddaren August Strindberg                        | Emil Grandinson                 | Dramaten                      |
| 1909 | Margit                              | Erotikon Per Hallström                                  | August Lindberg                 | Dramaten                      |
| 1909 | Rose                                | Lady Frederick W. Somerset Maugham                      | Knut Michaelson                 | Dramaten                      |
| 1909 | Tredje slavinnan                    | Tigerhuden K.G. Ossiannilsson                           | Gustaf Linden                   | Dramaten                      |
| 1909 | Ingrid, Bergströms dotter           | En aftonstund på "Tre Liljor" Knut Michaelson           | Knut Michaelson                 | Dramaten                      |
| 1910 | Maria Antonovna                     | Revisorn Nikolaj Gogol                                  | Gustaf Linden                   | Dramaten                      |
| 1910 | Gunda Marna                         | När det unga vinet blommar Bjørnstjerne Bjørnson        | Gustaf Linden                   | Dramaten                      |
| 1910 | Michette, medlem af Prospères trupp | På "Gröna papegojan" Arthur Schnitzler                  | Gustaf Linden                   | Dramaten                      |
| 1910 | Eglantine                           | De båda döfve Jules Moinaux                             | Emil Grandinson                 | Dramaten                      |
| 1910 | Thêrese Meunier                     | Taifun Melchior Lengyel                                 | Gustaf Linden                   | Dramaten                      |
| 1911 | Charlotte                           | Ollonborrar Eugène Brieux                               | Emil Hillberg                   | Dramaten                      |
| 1911 | Fru Lindeman                        | Kung Midas Gunnar Heiberg                               | Emil Grandinson                 | Dramaten                      |
| 1911 | Diane de Charance                   | Den fåvitska jungfrun Henry Bataille                    | Emil Grandinson                 | Dramaten                      |
| 1911 | Suzanne de Villiers                 | Sällskap där man har tråkigt Édouard Pailleron          | Karl Hedberg                    | Dramaten                      |
| 1912 | Colette                             | Colette Pierre Veber och Henry de Gorsse                | Karl Hedberg                    | Dramaten                      |
| 1912 | Alma                                | Ära Hermann Sudermann                                   | Karl Hedberg                    | Dramaten                      |
| 1913 | Madeleine                           | Min vän Teddy Lucien Besnard och André Rivoire          | Karl Hedberg                    | Dramaten                      |
| 1913 | Hèlène                              | Kärleken rår Francis de Croisset                        | Gustaf Linden                   | Dramaten                      |
| 1913 | Oddny                               | Berg-Eyvind och hans hustru Jóhann Sigurjónsson         | Karl Hedberg                    | Dramaten                      |
| 1914 | Helene                              | Hans enda hustru Julius Magnussen                       | Tor Hedberg                     | Dramaten                      |
| 1914 | Anne-Marie Ehinger                  | Dunungen Selma Lagerlöf                                 | Karl Hedberg                    | Dramaten                      |
| 1915 | Suzanne Serignan                    | Äventyret Gaston Arman de Caillavet och Robert de Flers | Karl Hedberg                    | Dramaten                      |
| 1915 | Kristûn                             | Hadda Padda Guðmundur Kamban                            | Karl Hedberg                    | Dramaten                      |
| 1915 | Erika Larson                        | Blommor i drifbänk Frans Hedberg                        | Karl Hedberg                    | Dramaten                      |
| 1916 | Tro                                 | Det gamla spelet om Envar Hugo von Hofmannsthal         | Tor Hedberg                     | Dramaten                      |
| 1916 | Mai Hellisen                        | På rätt plats William Norrie                            | Karl Hedberg                    | Dramaten                      |
| 1916 | Lotty                               | Ett lysande parti Pehr Staaff                           | Karl Hedberg                    | Dramaten                      |
| 1916 | Eva                                 | Den sönderslagna krukan Heinrich von Kleist             | Tor Hedberg                     | Dramaten                      |
| 1916 | Chrysotemis                         | Elektra Hugo von Hofmannsthal                           | Tor Hedberg                     | Dramaten                      |
| 1918 | Colombine, Pierrots hustru          | Pierrots drama Sil-Vara                                 | Anders de Wahl                  | Dramaten                      |
| 1919 | Mabel Chiltern                      | En idealisk äkta man Oscar Wilde                        | Karl Hedberg                    | Dramaten                      |
| 1920 | Helène de Trévillac                 | Äventyret Gaston Arman de Caillavet och Robert de Flers | Karl Hedberg                    | Dramaten                      |
| 1921 | Jacqueline                          | Resan till Le Havre Louis Verneuil                      | Tor Hedberg                     | Dramaten                      |
| 1921 | Chrysotemis                         | Elektra Hugo von Hofmannsthal                           | Tor Hedberg                     | Dramaten                      |
| 1922 | Mizi Schlager                       | Älskog Arthur Schnitzler                                | Karl Hedberg                    | Dramaten                      |
| 1929 | Marie-Thérèse                       | Den oemotståndlige Jean Sarment                         | Olof Molander                   | Dramaten                      |
| 1931 | Ragnar Wolter                       | Thalias barn Tor Hedberg                                | Gustaf Linden                   | Dramaten                      |
| 1935 | Lady Enid Bennet                    | Processen Bennet Edward Wooll                           | Harry Roeck-Hansen              | Blancheteatern                |
| 1937 | Hortense                            | Timmen H Pierre Chaine                                  | Ernst Eklund                    | Komediteatern                 |
| 1943 | Fru Orden                           | Månen har gått ned John Steinbeck                       | Harry Roeck-Hansen              | Blancheteatern/ Oscarsteatern |
| 1948 |                                     | Han träffas inte här Gustaf Hellström                   | Ernst Eklund                    | Lisebergsteatern              |